# Schadenstoleranz
Schadenstoleranz (engl. Damage-Tolerance) ist eine Konstruktionsphilosophie, die aus der Fail-Safe-Methodik abgeleitet wurde. Sie ist die jüngste von drei Konstruktionsphilosophien. Neben den beiden vorgenannten gibt es noch die Safe-life-Philosophie. Kernaussage bei der Schadenstoleranz ist die Tolerierung und Inkaufnahme von Schäden eines Systems bis zu einer definierten Schadensgröße und -Anzahl.
Dafür sind fundierte Abschätzungen und Schadensermittlungen bei einem möglichen Versagen notwendig. Ein Nachweis der Schadensauswirkung wird gefordert, sollte eine Konstruktion unter diesen Gesichtspunkten entstehen.
Die Methodik hat den Vorteil geringerer Wartungskosten und einem niedrigeren Gewicht, da zusätzliche Bauteile (Fail safe) entfallen können. Sie setzt aber ein fundiertes Wissen und ein hohes Maß an Erfahrung in Konstruktion und Betriebsfestigkeit voraus.
Die Schadenstoleranz-Methode hat sich z. B. in vielen Bereichen des Flugzeugbaus (Struktur) durchgesetzt. Gründe sind sowohl die Wirtschaftlichkeit als auch ein geringes Risiko bei gründlicher Auslegung der Konstruktion.
Stark diskutiert wird die Schadenstoleranz-Philosophie beim Einsatz von Faser-Kunststoff-Verbunden im Flugzeugbau, da insbesondere durch niedrig-energetische Stöße (Low-Velocity-Impact) äußerlich nicht sichtbare Schäden an der Flugzeugstruktur entstehen können.